# Rainer Trampert

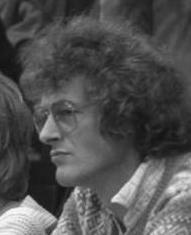
Rainer Trampert (1983)

Rainer Trampert (* 5. Mai 1946 in Heuwisch) ist ein deutscher ehemaliger Politiker. Er war Mitbegründer der Partei Die Grünen in der Bundesrepublik Deutschland. Zwischen 1982 und 1987 war er Bundesvorstandssprecher der „Grünen“ und ein bekannter Vertreter des linken Flügels der Partei. Er war neben Thomas Ebermann einer der Vordenker der so genannten Ökosozialisten innerhalb der Partei. Zusammen mit einigen weiteren Protagonisten dieses Flügels trat er aus Protest gegen die realpolitische Tendenz der Grünen 1990 aus der Partei aus; er warf ihnen vor, sich den etablierten Parteien zunehmend anzupassen. Heute ist Trampert vor allem publizistisch tätig.

## Leben

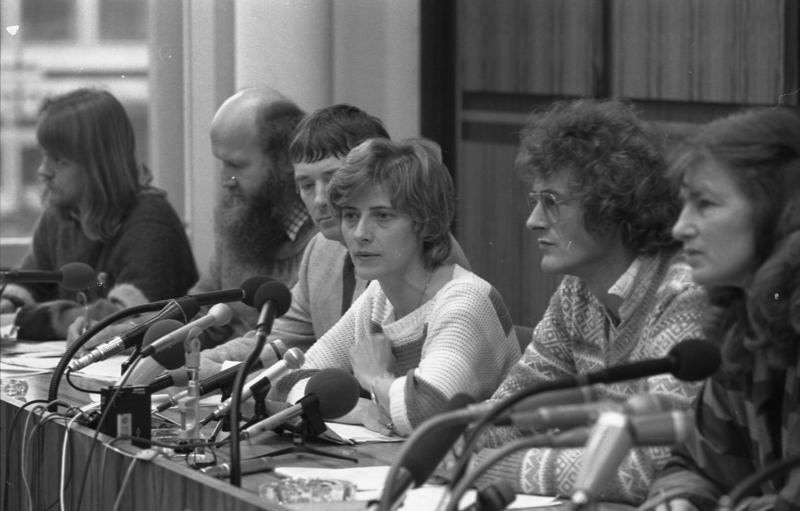
Trampert (2. v.r.) bei einer Pressekonferenz zum Ausgang der Bundestagswahl 1983

Nach dem Besuch der Mittelschule qualifizierte sich Trampert neben seiner Ausbildung zum Industriekaufmann bei der Deutschen Erdöl AG, der späteren Texaco, zum Betriebswirt. Dazwischen leistete er kurzzeitig Dienst im Bundesgrenzschutz.
Bei Texaco war er von 1968 bis 1984 beschäftigt. 1972 wurde er auf der Liste der erstmals im Betrieb kandidierenden IG Chemie, Papier, Keramik in den Betriebsrat gewählt und freigestellt. Er war bis 1974 Mitglied im Vertrauenskörper und in der Tarifkommission. 1974 wurde er wegen kritischer Veröffentlichungen zur Mitbestimmung aus der Gewerkschaft ausgeschlossen.
Trampert gehörte ab 1974 dem Kommunistischen Bund an, den er 1979 mit der Gruppe Z verließ.
1978 kandidierte er für die Bunte Liste – Wehrt euch neben Holger Strohm als Spitzenkandidat für die Hamburgische Bürgerschaft. Er war Mitbegründer der Partei Die Grünen. Trampert wurde auf der 5. Bundesversammlung der Grünen vom 12. bis 14. November 1982 in Hagen zum Sprecher des Bundesvorstandes der Grünen gewählt, mehrfach wiedergewählt und übte diese Funktion bis zur 9. Bundesversammlung vom 1. bis 3. Mai 1987 in Duisburg aus. Im Februar 1989 lehnt er eine erneute Kandidatur für den Bundesvorstand ab, da er sich nicht in der Lage sehe, die Partei zu repräsentieren. Er hatte wesentlichen Anteil an der Herausbildung der wirtschaftspolitischen Programmatik der Partei in jenen Jahren und war gemeinsam mit Thomas Ebermann der führende Vertreter der Ökosozialisten bei den Grünen. Im April 1990 verließ er die Partei gemeinsam mit Thomas Ebermann und anderen prominenten Vertretern der Fundis und Ökosozialisten. In der Austrittserklärung kritisierte er den „Wunsch der grünen Mehrheit, als reputierliche Staatspartei regierungsfähig zu werden“ und damit den Parlamentsbetrieb lediglich um ein weiteres „etabliertes Exemplar“ zu bereichern.

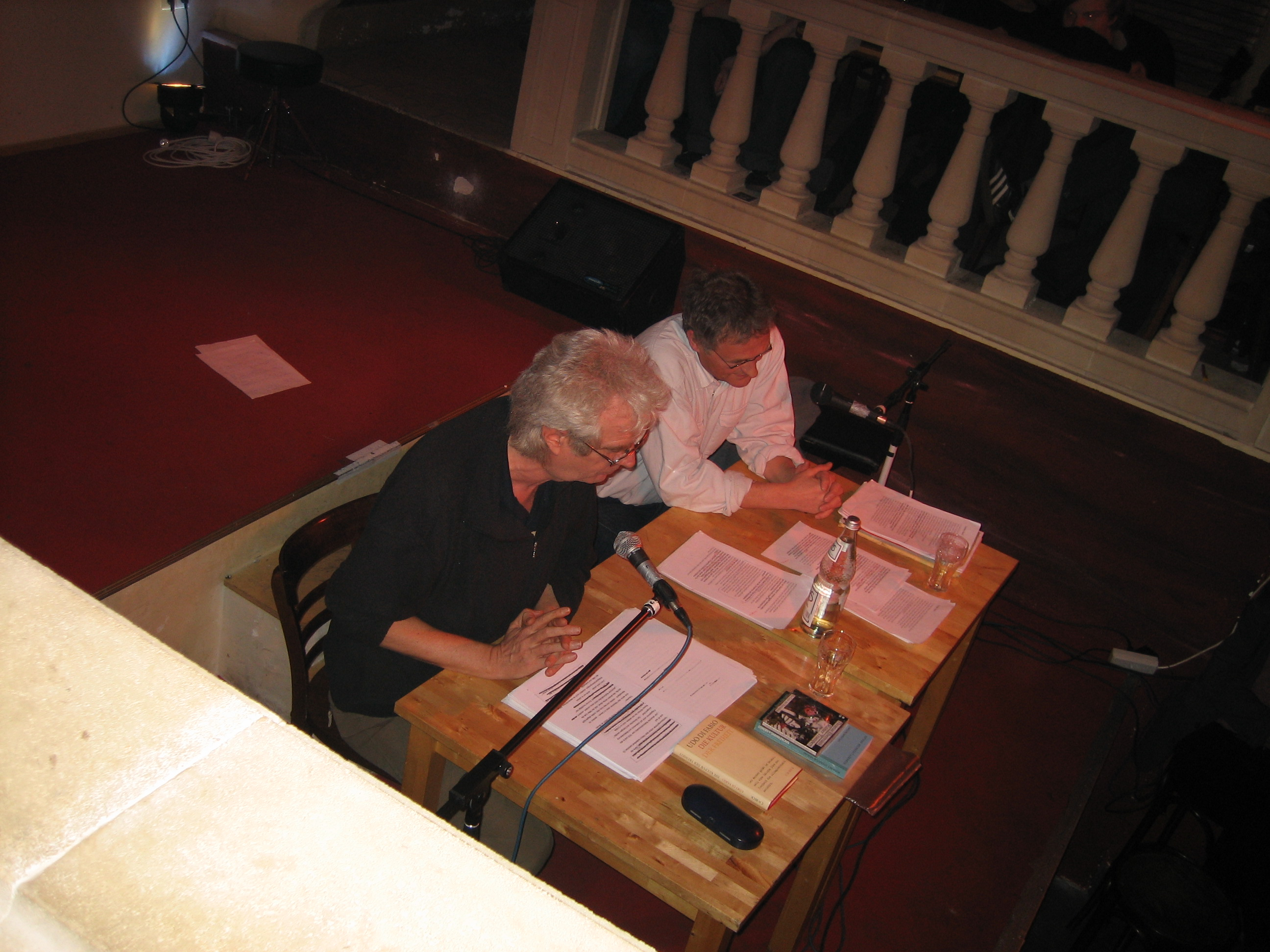
Trampert (rechts) zusammen mit Thomas Ebermann im April 2006 bei einer Veranstaltung in Karlsruhe

1984 veröffentlichte er gemeinsam mit Thomas Ebermann das Buch Die Zukunft der Grünen. Ein realistisches Konzept für eine radikale Partei, 1995 Die Offenbarung der Propheten.
Trampert wohnt und arbeitet in Hamburg. Er schreibt unter anderem für konkret und Jungle World und trat gemeinsam mit Thomas Ebermann mit dem politisch-satirischen Programm Verpaßt Deutschland den Anschluss? auf, dessen Texte 2002 teilweise in dem Band Sachzwang und Gemüt als Buch veröffentlicht wurden. Mit dem Nachfolgeprogramm Zu Gast bei Freunden waren sie Anfang 2006 unterwegs. Im November 2006 folgte das Programm unverkrampft und unbefangen.

## Veröffentlichungen
- Die Zukunft der Grünen. Ein realistisches Konzept für eine radikale Partei. Konkret-Literatur-Verlag, Hamburg 1984, ISBN 3-922144-40-3 (Mit Thomas Ebermann).
- Die Offenbarung der Propheten. Über die Sanierung des Kapitalismus, die Verwandlung linker Theorie in Esoterik, Bocksgesänge und Zivilgesellschaft. Konkret-Literatur-Verlag, Hamburg 1995, ISBN 3-89458-139-5 (Mit Thomas Ebermann).
- Verpaßt Deutschland den Anschluß? verlag die brotsuppe, Emmendingen 2000, ISBN 3-935240-00-7 (2 CDs. Mit Thomas Ebermann).
- Sachzwang & Gemüt. Sarkastische und analytische Texte über die Republik, die Welt und unsere Nachbarn. Konkret-Literatur-Verlag, Hamburg 2002, ISBN 978-3-89458-213-5 (mit Thomas Ebermann).
- Europa zwischen Weltmacht und Zerfall. 2., aktualisierte Auflage, Schmetterling-Verlag, Stuttgart 2015, ISBN 978-3-89657-078-9 (Erste Auflage 2014, ISBN 3-89657-067-6).